# Teufelshöhle Pottenstein
Teufelshöhle (Djævlehulen) er en drypstensgrotte ved Pottenstein i Oberfranken i Fränkische Schweiz. Den er den største af de omtrent 1.000 grotter i Fränkische Schweiz og består af rige drypstensudsmykninger med statlige stalagmitter og stalaktitter og betragtes som én af de kønneste fremvisningsgrotter i Tyskland.
Den ligger i Landkreis Bayreuth, omkring midtvejs mellem Nürnberg og Bayreuth, og er medlem af Erlebniswelt Jurahöhle. Den mægtige grotteindgang – "Porten til Underverden" – befinder sig cirka 400 m.o.h. mellem Pottenstein og Schüttersmühle, omtrent to kilometer syd for Pottenstein i den snævre Weiherbachsdals vestlige skråning. Grottens indgang er 25 meter bred og 14 meter høj, og er en af de største grotteindgange i Tyskland, og har været kendt ganske længe. Grotteindgangen endte tidligere på 85 meters dybde og blev kaldt for Djævlehullet. Geologen og ingeniøren Hans Brand fra Bayreuth gennembrød i 1922 den ni meter tykke endemur, der var dannet efter en tidligere sammenstyrtning, og opdagede drypstensudsmykkede dele af grotten, som indtil august 1923 blev gjort gangbare og dernæst åbnedes for besøgende. I den efterfølgende udvikling af grottens potentiale blev yderligere dele af grotten åbnet de følgende otte år og forbundet med i alt cirka 300 meter tunnelgange. I pinsen 1931 blev hele Teufelshöhle tilgængelig for offentligheden.
Grotten består af flere store rum, som under udviklingen af grotten til besøgsformål blev forbundet af smalle udgravede tunnellignende gange. Når alle sidegange, tunneller samt den dertil anlagte skakt medregnes, så opnår grotten en samlet længde på omkring 3.000 meter. Den for besøgende tilgængelige del udgør cirka 1.700 meter, hvoraf cirka 800 meter kun kan besøges med guide. Med mere end 150.000 besøgende om året hører Teufelshöhle, der drives af Zweckverband Teufelshöhle, til en af de bedst besøgte fremvisningsgrotter i Europa. I Tyskland er det kun Atta-Höhle i Attendorn, der har et lignende besøgstal. Teufelshöhle benyttes til forskellige formål. Siden 1994 er Kultur in der Teufelshöhle flere gange blevet afholdt i indgangsgrotten. I en af sidetunnellerne har Therapiezentrum Teufelshöhle holdt til siden 1986, hvor der gives speleoterapi i form af terapikure. I en anden sidedel har forskningsgruppen Höhle und Karst Franken holdt til siden 1971 med Tysklands eneste grottelaboratorie.

## Geologi
Teufelshöhle ligger i et typisk karstområde med en undergrund bestående af de syreporøse stentyper kalk og dolomit. Weiherbachstal og Teufelshöhle er hovedsagelig opstået gennem de sidste 2½ millioner år. Teufelshöhle ligger i et område med frankendolomit, et malmdelta fra juraperioden. Forkarstningsfasen pågår stadigvæk, og den påvirkes af vekselvirkningen af diverse istider med varmere perioder.
Teufelshöhle opstod hovedsagelig i en periode, hvor kulsyreholdigt vand trængte ind i og udfyldte de kløfter og sprækker der opstod som følge af forkastningszoner. Kulsyre er ganske vidst en relativ svag syre, men er dog i stand til at opløse kalk- og dolomitformationer. Gennem udvaskning udviklede kløfter og spalter sig til store hulrum. Gennem fordybning af Weiherbachsdalen, og det deraf følgende sænkte grundvandsniveau, tørlagdes disse hulrum. Dernæst formedes grotten af naturlige udvidelser og drypstensdannelser. Der er dermed tale om en såkaldt sekundærgrotte, der først dannedes længe efter at klippeformationen opstod. Det ler som findes i grotten har et bemærkelsesværdigt højt indhold af jern.
Teufelshöhle består af flere naturlige gangsystemer og hulrum, der er udvasket af klippeformationen. Under en guidet tur gennem fremvisningsgrotten gennemgås tre store hulrum, som til dels er forbundet med hinanden af udgravede tunnellignende gange. Disse hulrum minder mest om store sale og har fået forskellige navne: Kuppelsaal (Kuppelsalen), der allerede før grottens blev til besøgsmål var kendt som Große Teufelsloch (Store Djævlehul), har et grundareal på cirka 100 kvadratmeter, en højde på mere end 10 meter, og har et klippelag på 15 meter som loft. Barbarossadom er cirka 45 meter lang, 18 meter bred og op til 18 meter høj, med et 52 meter tykt klippeloft. Riesensaal (Kæmpesalen), det største rum i Teufelshöhle, er cirka 30 meter lang, 16 meter bred og 13 meter høj, med et 45 meter tykt klippeloft.
I Höhlenkataster Fränkische Alb, der omfatter 3.500 grotter med et grundareal på 6.400 kvadratkilometer, er Teufelshöhle opført som D 95 og Kleine Teufelshöhle som D 148. Den er opført med Geotop-Nummer 472H008.

### Grottesystem
Teufelshöhle er et vidtforgrenet grottesystem. Det strækker sig over i alt tre etager med et grundareal på omkring 200x200 meter. Grottens rundvisningsdel går også gennem alle tre etager, og det gangbare grundareal omfatter cirka 100x100 meter. Grottesystemet omfatter udover området ved indgangen også det tidligere Große Teufelsloch (Store Djævlehul) samt Kleine Teufelsloch (Lille Djævlehul), der er forbundet med hinanden og andre dele ved hjælp af tunneller. Forbundet med disse er også Brennnesselbau, der har en udgravet udgang til dalsiden. En udgravet tunnelgang fører fra Brennnesselbau til Riesensaal (Kæmpesalen). I denne tunnelgang befinder sig en del af måleudstyret fra grottelaboratoriet, der tilhører forskergruppen under Höhle und Karst Franken e. V. I 1988 fandt man bag en lerbarriere i Brennnesselbau adgang til yderligere en etage, der indeholder uspoleret jordsinter. Brennnesselbau er også forbundet med Zankenhöhle (Kævlehulen). Det sydligt beliggende Teufelsschlucht (Djævleslugten) var tidligere forbundet med Lehmhöhle (Lerhulen), hvis indgang dog siden er styrtet sammen. En del tunnelgange og skakte støder også til grottesystemet, der stammer fra arbejdet med at udvikle grotten til besøgsformål.

### Drypsten
De talrige drypsten i Teufelshöhle er bemærkelsesværdige. Indtrængende regnvand, der er beriget med kulsyre, opløser kalk på sin vej gennem dolomitklippen, og har derved gennem flere årtusinder dannet drypstensformationer, også kaldet sinter. Barbarossadom er kendetegnet af flere stalagmitstøtter på jorden såvel som stalaktitter og sinterrør hængende fra loftet. Store sinterfaner og sinterforhæng (f.eks. Barbarossabart i Barbarossadom) er blevet dannet flere steder i grotten. Også den sjældne sinterform excentrique findes i grotten. Drypstenenes forskellige farvenuancer opstår under indflydelse af sand, jern, mangan eller ler. Drypstenene i Teufelhöhle består af almindeligt kulsyret kalk (kalciumkarbonat), selvom det oprindelige udvaskede materiale rettere er af dolomitisk oprindelse.
I Riesensaal kan man se begge af grottens ældste drypsten. De store drypstensdannelser som Baum (Træet) eller Riese Goliath (Kæmpen Goliath) kan henføres som en tidlig drypstensdannelse. De skønnes til at være højst 340.000 år gamle. Væsentlig yngre er derimod de slankere såkaldte stearinlys-stalagmitter, hvis opståen hovedsagelig tilhører den holocæne tid efter seneste istid. Deres alder skønnes at være et sted mellem 10.000 og 15.000 år. Drypstensudsmykningen i Teufelshöhle tilhører ifølge geomorfologiske kriterier overvejende tiden efter seneste istid og tilhører dermed en yngre generation.
Herfor vidner også det yderst ringe antal af ødelagte drypsten, som for eksempel fældede og væltede stalagmitter, hvis ødelæggelse kan tilbageføres til naturlige omstændigheder, som jordskælv eller bevægende ismasser. Det tager i gennemsnit 13 år før en drypsten i Teufelshöhle vokser med omkring én millimeter (der findes et måleinstrument i grottelaboratoriet). Det er kun under varmeperioder samt ved tilstrækkelige mængder nedbør at drypsten vokser.